# Référendum constitutionnel togolais de 1979
Un  référendum constitutionnel a lieu le 30 decembre 1979 au Togo. La population est amenée à se prononcer sur une nouvelle constitution instaurant la Troisième république, ce qu'elle approuve à une très large majorité. La constitution entre en vigueur le 12 janvier 1980.

## Contexte

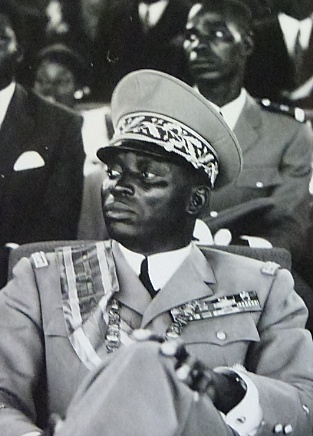
Gnassingbé en 1972.

Le scrutin a lieu en même temps que des élections législatives et une présidentielle, les premières organisées dans le pays depuis le coup d'état de Gnassingbé Eyadéma en 1967. L'Assemblée nationale, qui était depuis l'indépendance le parlement unicaméral du Togo est dissoute tandis que la constitution de 1963 est abolie,.
Eyadéma fonde le 30 août 1969 le Rassemblement du peuple togolais, de facto parti unique du pays sous l'égide d'Eyadéma. La prise de pouvoir de ce dernier est par la suite entérinée lors d'un plébiscite en 1972. Les trois scrutins de 1979 voient la victoire sans opposition de ce dernier, dont le  Rassemblement du peuple togolais est érigé en parti unique et remporte sans surprise la totalité des sièges à l'assemblée

## Objet
La constitution de la Troisième république vise a instaurer un régime présidentiel fort, appuyé par l'officialisation du système de parti unique. La constitution de 1979 précise ainsi dans son article 10 que « Le RPT, parti unique (...) exprime les aspirations des masses laborieuses. (...) Le système politique togolais repose sur le principe du parti unique ». Le président peut recourir à des référendums (art. 2), qui sont par ailleurs obligatoires en matière constitutionnelle si le parlement n'approuve pas le projet par au moins deux tiers de ses membres (art. 52),

## Résultat
Les électeurs votent par le biais de bulletin "Oui" de couleur rouge ou "Non" de couleur blanche. Dans de nombreux bureaux de vote, aucun bulletins blancs ni isoloirs ne sont fournis.
| Choix                     | Votes     | %     |
| ------------------------- | --------- | ----- |
| Pour                      | 1 293 872 | 99,87 |
| Contre                    | 1 693     | 0,13  |
|                           |           |       |
| Votes valides             | 1 295 565 | 99,99 |
| Votes blancs et invalides | 44        | 0,01  |
| Total                     | 1 295 609 | 100   |
| Abstentions               | 8 361     | 0,64  |
| Inscrits/Participation    | 1 303 970 | 99,36 |